# Dōjin soft
Dōjin soft (同人ソフト dōjin sofuto) đôi lúc gọi là dōjin games (同人ゲーム), với dōjin đôi khi phiên âm thành doujin hoặc doujinshi, là những video game do các hobby (chỉ những người có sở thích được theo đuổi một cách mãnh liệt theo một thói quen có hệ thống) hoặc các nhóm hobby người Nhật tạo ra (gọi tắt là "circle"), nhằm để cho vui nhiều hơn là thu lợi; về cơ bản tương tự như những video game độc lập của Nhật Bản. Hầu hết trong số chúng đều dựa trên các chất liệu có từ trước, nhưng có một số là những sáng tạo nguyên bản hoàn toàn. Chúng hầu như luôn luôn dành riêng cho PC dựa trên Windows, nhưng một vài trường hợp ngoại lệ đáng chú ý cũng tồn tại cho Dreamcast, một console mà việc phát triển homebrew trở nên phổ biến.
Dōjin soft thường có sẵn trong các dạng "demo" hay "bản thử nghiệm" (体験版 taikenban) miễn phí trên Internet, với các phiên bản đầy đủ có sẵn cho việc bày bán. Một tựa game thể loại beat em up Ragnarok Battle Offline của French-Bread, một homage/kiểu nhái lại của MMORPG Ragnarok Online gây ấn tượng với Gravity Corp. (nhà thiết kế gốc của game) mà nó đã được trao cho một bản phát hành chính thức bên ngoài Nhật Bản.
Giống như fangame, dōjin soft thường xuyên sử dụng các nhân vật từ những game hiện có, anime hoặc manga. Việc sử dụng trái phép các nhân vật thường được những người nắm giữ bản quyền bỏ qua và chấp nhận, và được xem như là cách khuyến khích cộng đồng fan hâm mộ lớn hơn. Ngoài ra còn có nhiều tựa dōjin soft đều hoàn toàn nguyên gốc hoặc điểm tính năng cũng ám chỉ mơ hồ với các sê-ri khác.
Trong khi hầu hết dōjin soft được chào bán tại các hội nghị anime hay video game (như Comiket), có một số lượng ngày càng tăng của các trang web chuyên bán chúng. Một số tựa game được bán tới mức đủ để những người sáng tạo ra chúng có thể làm một công việc toàn thời gian ngoài "sở thích nghiệp dư" của họ. Một circle đặc biệt là TYPE-MOON đã trở thành một nhà phát triển video game thương mại và studio anime.

## Các hãng dōjin soft tiêu biểu
- 07th Expansion: chuyên về visual novel, nổi tiếng nhất là Higurashi no Naku Koro ni và Umineko no Naku Koro ni.
- ABA Games: chuyên về shoot 'em up với một vẻ ngoài trừu tượng. Hầu hết các trò chơi của họ là mã nguồn mở.
- EasyGameStation: sản xuất một loạt các trò chơi, từ dạng brawler cho đến game nhập vai và chiến lược, nổi tiếng nhất được phát hành là Recettear: An Item Shop's Tale, dōjin soft đầu tiên được phân phối trên platform Steam ở nước ngoài đều đạt thành công lớn.
- French Bread: cựu xưởng doujin chuyên về game đối kháng 2D
- Team Shanghai Alice: chuyên về dạng game bắn súng cuộn dọc lửa đạn, nổi tiếng nhất là Touhou Project.
- Twilight Frontier: chuyên về một loạt các trò chơi bao gồm song đấu và platform.
- Type-Moon: cựu dōjin studio chuyên về visual novel.